# Anahí Berneri
Pour les articles homonymes, voir Berneri.
Anahí Zulma Berneri, née en 1975 à Martínez, San Isidro (Buenos Aires), est une réalisatrice argentine.

## Biographie
Son premier long métrage sorti en 2005, Un año sin amor, remporte le Teddy Award du meilleur film à la Berlinale.
Son film Alanis est présenté en sélection officielle au Festival international du film de Saint-Sébastien 2017 où Anahí Berneri remporte la Coquille d'argent du meilleur réalisateur.

## Filmographie

### Réalisatrice et scénariste
- 1997 : Modelo para armar (court-métrage)
- 2005 : Un año sin amor
- 2007 : Encarnación
- 2007 : Por tu culpa
- 2014 : Aire Libre
- 2017 : Alanis
- 2023 : L'Intime Conviction d'Elena (Elena sabe) de Anahí Berneri  (uniquement réalisatrice)

## Prix
- Festival international du film de Saint-Sébastien 2017 : Coquille d'argent du meilleur réalisateur pour Alanis.